# كيني غاتيسون
كيني غاتيسون (بالإنجليزية: Kenny Gattison)‏ مواليد 23 مايو 1964 في ويلمينغتون، هو مدرب كرة سلة أمريكي ولاعب معتزل. بدأ مسيرته الاحترافية في سنة 1986. تم اختياره من قبل فريق فينيكس صنز خلال الدرافت. يبلغ طوله 6 قدم 8 بوصة (2.0 م). اعتزل اللعب في 1996. أحرز خلال مسيرته في الإن بي إيه 3923 نقطة بمعدل 7.9 نقاط في المباراة الواحدة.

## المسيرة الاحترافية
لعب مع فينيكس صنز من سنة 1986 إلى 1989، ثم لعب مع شارلوت هورنتس من سنة 1989 إلى 1995، ثم لعب مع فانكوفر جريزليز في موسم 1995–1996.

## روابط خارجية
- كيني غاتيسون على موقع إن بي أي (الإنجليزية)
- كيني غاتيسون على موقع سبورتس رفرنس (الإنجليزية)
- كيني غاتيسون على موقع كلية كرة السلة في سبورتس رفرنس.كوم (الإنجليزية)
- كيني غاتيسون على موقع ريلجم (الإنجليزية)
- كيني غاتيسون على موقع بروبوليرز (الإنجليزية)
- كيني غاتيسون على موقع سبورتس رفرنس (الإنجليزية)